# Juravenator
Juravenator („jurský lovec“) byl rod malého teropodního dinosaura, patřícího zřejmě do čeledi Compsognathidae. Žil v období svrchní jury (asi před 152 až 151 miliony let) na území dnešního jihovýchodního Německa (nedaleko bavorského Eichstättu ve vrstvách tzv. solnhofenských vápenců). Fosílie byla objevena amatérským sběratelem v roce 1998 a dostalo se jí neoficiální přezdívky "Borsti" (jméno, dávané v Německu psům).

## Systematické zařazení
Juravenator byl původně považován za blízce příbuzný rod jiného německého teropoda rodu Compsognathus a také čínského rodu Sinosauropteryx. Toto zařazení však bývá zpochybňováno. Jedná se pravděpodobně o zástupce kladu Tyrannoraptora.

## Paleobiologie
Byly objeveny otisky kůže tohoto malého teropoda, přičemž jeden vykazuje normální šupinatý pokryv těla a druhý zřejmě stopy po primitivním "proto-peří". Holotyp je dnes umístěn v expozici Jura Museum v Eichstättu. Výzkum z roku 2020 odhalil, že Juravenator měl na ocase senzitivní šupinky, které tomuto teropodvi pomáhali v orientaci v terénu. Podobné útvary mají na těle například i krokodýli, u tohoto dinosaura však byly diagnostikovány poprvé.
Další výzkum ukázal, že pokožka tohoto teropoda byla velmi komplexní a odlišná na různých částech těla (a to z hlediska anatomie, textury i pravděpodobné primární funkce).

## Rozměry
Zachovaný jedinec dosahuje délky kolem 80 centimetrů, jde však patrně o nedospělý exemplář. V dospělosti dosahoval věttších rozměrů, jeho velikost však nelze na základě dosud objevených fosilií přesněji určit.